# Anacanthobatidae
Anacanthobatidae är en familj av rockor. Anacanthobatidae ingår i ordningen Rajiformes, klassen hajar och rockor, fylumet ryggsträngsdjur och riket djur. Enligt Catalogue of Life omfattar familjen Anacanthobatidae 13 arter.
Vid spetsen av nosen finns ett utskott som liknar ett snöre. Arterna saknar ryggfena och har en liten stjärtfena. Deras 10 gälöppningar på undersidan är ordnade i par. Den stora skivan vid framkroppen har en mjuk yta. Familjens medlemmar förekommer i tropiska och andra varma hav. De vistas nära kusterna.
Det vetenskapliga namnet är bildat av den gammalgrekiska orddelen a (utan) samt av orden akantha (tagg) och bathys (djup).
Släkten enligt Catalogue of Life:
- Anacanthobatis
- Sinobatis